# Gran Premio di superbike dell'Osterreichring 1993
Il Gran Premio di Superbike dell'Osterreichring 1993 è stata la quinta prova su tredici del Campionato mondiale Superbike 1993, è stato disputato il 11 luglio sull'Österreichring e ha visto la vittoria di Andreas Meklau in gara 1, mentre la gara 2 è stata vinta da Giancarlo Falappa.
La gara è stata disturbata dal maltempo, tanto è vero che la seconda manche è stata interrotta prima del termine regolare previsto, dopo 12 dei 18 giri previsti, e sono stati assegnati solo metà dei punti soliti.

## Risultati

### Gara 1

#### Arrivati al traguardo[3]
| Pos. | Nº | Pilota               | Motocicletta | Tempo     | Griglia | Punti |
| ---- | -- | -------------------- | ------------ | --------- | ------- | ----- |
| 1º   | 87 | Andreas Meklau       | Ducati       | 36:46.526 | 7º      | 20    |
| 2º   | 6  | Aaron Slight         | Kawasaki     | +0:29.095 | 3º      | 17    |
| 3º   | 11 | Scott Russell        | Kawasaki     | +0:58.190 | 1º      | 15    |
| 4º   | 4  | Carl Fogarty         | Ducati       | +1:10.266 | 4º      | 13    |
| 5º   | 10 | Piergiorgio Bontempi | Kawasaki     | +1:11.139 | 10º     | 11    |
| 6º   | 9  | Giancarlo Falappa    | Ducati       | +1:21.993 | 2º      | 10    |
| 7º   | 20 | Jeffry de Vries      | Yamaha       | +1:59.266 | 12º     | 9     |
| 8º   | 30 | Ernst Gschwender     | Kawasaki     | +1 giro   | 14º     | 8     |
| 9º   | 7  | Stéphane Mertens     | Ducati       | +1 giro   | 13º     | 7     |
| 10º  | 23 | Fabrizio Furlan      | Kawasaki     | +1 giro   | 5º      | 6     |
| 11º  | 27 | Fred Merkel          | Ducati       | +1 giro   | 11º     | 5     |
| 12º  | 14 | Christer Lindholm    | Yamaha       | +1 giro   | 18º     | 4     |
| 13º  | 86 | Jean-Marc Delétang   | Yamaha       | +1 giro   | 23º     | 3     |
| 14º  | 49 | Marcel Ernst         | Kawasaki     | +1 giro   | 20º     | 2     |
| 15º  | 81 | Thierry Rogier       | Ducati       | +1 giro   | 27º     | 1     |
| 16º  | 17 | Baldassarre Monti    | Yamaha       | +1 giro   | 16º     |       |
| 17º  | 54 | Tripp Nobles         | Honda        | +1 giro   | 22º     |       |
| 18º  | 97 | Christy Rebuttini    | Ducati       | +1 giro   | 29º     |       |
| 19º  | 26 | Árpád Harmati        | Yamaha       | +1 giro   | 17º     |       |
| 20º  | 40 | Udo Mark             | Yamaha       | +1 giro   | 19º     |       |
| 21º  | 29 | Hans Peter Klampfer  | Yamaha       | +1 giro   | 31º     |       |
| 22º  | 37 | Hervé Moineau        | Suzuki       | +1 giro   | 24º     |       |
| 23º  | 48 | Franz Pfefferkorn    | Kawasaki     | +1 giro   | 26º     |       |
| 24º  | 67 | Jean-Louis Tranois   | Yamaha       | +2 giri   | 28º     |       |
| 25º  | 99 | Philippe Thomas      | Kawasaki     | +2 giri   | 30º     |       |
| 26º  | 91 | Anton Lang           | Kawasaki     | +2 giri   | 36º     |       |
| 27º  | 62 | Roberto Biagioli     | Kawasaki     | +2 giri   | 35º     |       |

#### Ritirati
| Nº | Pilota            | Motocicletta | Giri     | Griglia |
| -- | ----------------- | ------------ | -------- | ------- |
| 70 | Aldeo Presciutti  | Ducati       | +7 giri  | 25º     |
| 44 | Anton Berghammer  | Yamaha       | +8 giri  | 34º     |
| 32 | Terry Rymer       | Yamaha       | +10 giri | 8º      |
| 94 | Harald Oberfrank  | Kawasaki     | +12 giri | 33º     |
| 5  | Fabrizio Pirovano | Yamaha       | +15 giri | 6º      |
| 90 | Peter Bührer      | Kawasaki     | +16 giri | 32º     |
| 34 | Mauro Lucchiari   | Ducati       | +16 giri | 9º      |
| 56 | Karl Truchsess    | Kawasaki     | +17 giri | 15º     |

### Gara 2

#### Arrivati al traguardo[4]
| Pos. | Nº | Pilota               | Motocicletta | Tempo     | Griglia | Punti |
| ---- | -- | -------------------- | ------------ | --------- | ------- | ----- |
| 1º   | 9  | Giancarlo Falappa    | Ducati       | 27:41.455 | 2º      | 10    |
| 2º   | 27 | Fred Merkel          | Ducati       | +0:26.603 | 11º     | 8,5   |
| 3º   | 87 | Andreas Meklau       | Ducati       | +0:27.939 | 7º      | 7,5   |
| 4º   | 4  | Carl Fogarty         | Ducati       | +0:32.426 | 4º      | 6,5   |
| 5º   | 34 | Mauro Lucchiari      | Ducati       | +0:49.199 | 9º      | 5,5   |
| 6º   | 30 | Ernst Gschwender     | Kawasaki     | +0:50.331 | 14º     | 5     |
| 7º   | 11 | Scott Russell        | Kawasaki     | +0:53.053 | 1º      | 4,5   |
| 8º   | 54 | Tripp Nobles         | Honda        | +1:13.786 | 22º     | 4     |
| 9º   | 20 | Jeffry de Vries      | Yamaha       | +1:22.674 | 12º     | 3,5   |
| 10º  | 86 | Jean-Marc Delétang   | Yamaha       | +1:22.958 | 23º     | 3     |
| 11º  | 81 | Thierry Rogier       | Ducati       | +1:23.075 | 27º     | 2,5   |
| 12º  | 37 | Hervé Moineau        | Suzuki       | +1:33.720 | 24º     | 2     |
| 13º  | 49 | Marcel Ernst         | Kawasaki     | +1:35.859 | 20º     | 1,5   |
| 14º  | 40 | Udo Mark             | Yamaha       | +1:37.693 | 19º     | 1     |
| 15º  | 10 | Piergiorgio Bontempi | Kawasaki     | +1:43.953 | 10º     | 0,5   |
| 16º  | 14 | Christer Lindholm    | Yamaha       | +1:56.286 | 18º     |       |
| 17º  | 99 | Philippe Thomas      | Kawasaki     | +1:56.995 | 30º     |       |
| 18º  | 44 | Anton Berghammer     | Yamaha       | +1 giro   | 34º     |       |
| 19º  | 94 | Harald Oberfrank     | Kawasaki     | +1 giro   | 33º     |       |
| 20º  | 90 | Peter Bührer         | Kawasaki     | +1 giro   | 32º     |       |
| 21º  | 91 | Anton Lang           | Kawasaki     | +1 giro   | 36º     |       |
| 22º  | 62 | Roberto Biagioli     | Kawasaki     | +1 giro   | 35º     |       |

#### Ritirati
| Nº | Pilota              | Motocicletta | Giri     | Griglia |
| -- | ------------------- | ------------ | -------- | ------- |
| 5  | Fabrizio Pirovano   | Yamaha       | +1 giro  | 6º      |
| 67 | Jean-Louis Tranois  | Yamaha       | +1 giro  | 28º     |
| 23 | Fabrizio Furlan     | Kawasaki     | +1 giro  | 5º      |
| 56 | Karl Truchsess      | Kawasaki     | +3 giri  | 15º     |
| 6  | Aaron Slight        | Kawasaki     | +6 giri  | 3º      |
| 17 | Baldassarre Monti   | Yamaha       | +7 giri  | 16º     |
| 29 | Hans Peter Klampfer | Yamaha       | +7 giri  | 31º     |
| 70 | Aldeo Presciutti    | Ducati       | +7 giri  | 25º     |
| 26 | Árpád Harmati       | Yamaha       | +8 giri  | 17º     |
| 88 | Robert Mitter       | Ducati       | +8 giri  | 21º     |
| 7  | Stéphane Mertens    | Ducati       | +9 giri  | 13º     |
| 97 | Christy Rebuttini   | Ducati       | +9 giri  | 29º     |
| 32 | Terry Rymer         | Yamaha       | +10 giri | 8º      |
| 48 | Franz Pfefferkorn   | Kawasaki     | +10 giri | 26º     |